# Zasiłek
Ten artykuł należy dopracować:

przedstawiono sytuację tylko z polskiej perspektywy – artykuł powinien być przekrojowy.
Pomóż go poprawić. Na stronie dyskusji mogą znajdywać się pomocne komentarze.
Zasiłek – świadczenie pieniężne lub materialne wypłacane przez instytucje państwa i organizacje non-profit ich beneficjentom. W Polsce istnieje kilka rodzajów zasiłków, a głównymi instytucjami dystrybuującymi je są gminy za pomocą ośrodków pomocy społecznej oraz ZUS.
Zasiłki z pomocy społecznej: zasiłek rodzinny, zasiłek pielęgnacyjny, specjalny zasiłek opiekuńczy, zasiłek celowy, zasiłek stały i zasiłek okresowy.
Zasiłki z ZUS: zasiłek chorobowy, świadczenie rehabilitacyjne, zasiłek opiekuńczy, zasiłek wyrównawczy, zasiłek macierzyński i zasiłek pogrzebowy.

## Zasiłek chorobowy
Ustawa z dnia 25 czerwca 1999 r. o świadczeniach pieniężnych z ubezpieczenia społecznego w razie choroby i macierzyństwa określa zasady ustalania prawa do zasiłków osób podlegających ubezpieczeniu chorobowemu ujętemu w ustawie z dnia 13 października 1998 r. o systemie ubezpieczeń społecznych.
Obowiązkowe ubezpieczenie chorobowe dotyczy:
- pracowników,
- członków rolniczych spółdzielni produkcyjnych i spółdzielni kółek rolniczych,
- osób odbywających służbę zastępczą.

Dobrowolne ubezpieczenie chorobowe funkcjonuje w odniesieniu do:
- osób wykonujących pracę nakładczą,
- osób wykonujących pracę na podstawie umowy agencyjnej lub umowy – zlecenia albo innej umowy o świadczenie usług, do której zgodnie z kodeksem cywilnym stosuje się przepisy dotyczące zlecenia oraz osoby z nimi współpracujące,
- osób prowadzących pozarolniczą działalność oraz osoby z nimi współpracujące,
- osób wykonujących odpłatnie pracę, na podstawie skierowania do pracy, w czasie odbywania kary pozbawienia wolności lub tymczasowego aresztowania,
- duchownych.

Kodeks pracy stanowi, że pracownik niezdolny do pracy z powodu choroby lub odosobnienia w związku z chorobą zakaźną zachowuje prawo do wynagrodzenia, łącznie do 33 dni w roku kalendarzowym. Pracownik, który ukończył 50 rok życia w roku poprzedzającym okres niezdolności do pracy, zachowuje prawo do wynagrodzenia przez 14 dni.
Okres wymienionych 33/14 dni ustala się, sumując poszczególne okresy niezdolności do pracy w roku kalendarzowym, nawet w przypadku jeśli występują pomiędzy nimi przerwy lub gdy pracownik był w danym roku zatrudniony u więcej niż jednego pracodawcy. Jeżeli w roku kalendarzowym pracownik podejmuje dodatkowe zatrudnienie, do okresu 33/14 dni niezdolności do pracy, w którym zachowuje prawo do wypłaty wynagrodzenia, wliczone zostają okresy wypłaty wynagrodzenia przed podjęciem dodatkowego zatrudnienia.
Pracownik zyskuje prawo do zasiłku chorobowego finansowanego ze środków Funduszu Ubezpieczeń Społecznych począwszy od 34/15 dnia niezdolności do pracy w roku kalendarzowym. Zasiłek chorobowy przysługuje osobie ubezpieczonej, która stała się niezdolna do pracy w czasie trwania ubezpieczenia chorobowego.
Osoba ubezpieczona obowiązkowo nabywa prawa do zasiłku chorobowego po upływie 30 dni nieprzerwanego ubezpieczenia chorobowego, a wyjątkowo od początku zatrudnienia (np. wypadek w drodze do pracy lub ponad 10-letni staż w pracy). Ubezpieczony dobrowolnie zyskuje prawo do zasiłku po upływie 90 dni nieprzerwanego ubezpieczenia (Zmiana wprowadzona od 1 stycznia 2009 r.).
Wyszczególnione zostały również przypadki, w których prawo do zasiłku chorobowego nie przysługuje. Zasiłku nie otrzymają osoby, które: 
- przedstawiły sfałszowane zaświadczenie lekarskie,
- pomimo choroby zachowały prawo do wynagrodzenia za pracę,
- otrzymały zwolnienie lekarskie w trakcie urlopu wychowawczego lub bezpłatnego,
- w trakcie zwolnienia lekarskiego wykonywały inną pracę zarobkową i zostało to udowodnione[5].

Prawo do zasiłku chorobowego nabyte po 30 dniach nie jest uzależnione od rodzaju zawartej przez pracownika umowy o pracę (Może to być umowa o pracę na okres próbny, na czas określony i na czas wykonania określonej pracy oraz na czas nieokreślony.). Niezdolność do pracy spowodowana chorobą w czasie wyczekiwania na nabycie prawa do zasiłku chorobowego traktowana jest na równi z okresem ubezpieczenia chorobowego – nie ulega wyłączeniu. Do okresu wyczekiwania zalicza się poprzednie okresy podlegania ubezpieczeniu chorobowemu, jeżeli przerwa między nimi nie przekroczyła 30 dni lub była spowodowana urlopem wychowawczym, urlopem bezpłatnym albo odbywaniem czynnej służby wojskowej przez żołnierza niezawodowego. Prawo do zasiłku chorobowego bez okresu wyczekiwania mają osoby posiadające minimalnie 10-letni okres ubezpieczenia, jeśli podlegają ubezpieczeniu obowiązkowemu oraz wymagany okres ubezpieczenia miał charakter obowiązkowy. Nie wlicza się do wymaganego czasu ubezpieczenia okresu urlopu wychowawczego i bezpłatnego oraz okresu pozostawania zarejestrowanym jako bezrobotny.
Absolwentom szkół wyższych zasiłek chorobowy przysługuje od pierwszego dnia ubezpieczenia chorobowego, jeżeli zostali objęci ubezpieczeniem chorobowym lub przystąpili do ubezpieczenia chorobowego w ciągu 90 dni od daty ukończenia szkoły (data podana na świadectwie lub data egzaminu dyplomowego).
Okres zasiłkowy wynosi maksymalnie 182 dni (Jeżeli niezdolność do pracy jest spowodowana gruźlicą [kod literowy „D” w zaświadczeniu o czasowej niezdolności do pracy], okres zasiłkowy może być przedłużony do 270 dni. Od 1 stycznia 2009 r. również ubezpieczone, których niezdolność do pracy przypada na okres ciąży, mają prawo do zasiłku chorobowego przez okres do 270 dni.).
Prawo do zasiłku chorobowego nie przysługuje za okres pierwszych 5 dni niezdolności do pracy, jeżeli w zaświadczeniu o czasowej niezdolności do pracy zamieszczony jest kod literowy „C” lub jeżeli w odpowiednim postępowaniu zostanie ustalone, że niezdolność ta została spowodowana nadużyciem alkoholu.
Wysokość zasiłku chorobowego wynosi:
- 80% podstawy wymiaru (zasiłek chorobowy),
- 70% podstawy wymiaru (zasiłek za okres pobytu w szpitalu),
- 100% podstawy wymiaru, jeżeli niezdolność do pracy:
  - przypada w okresie ciąży,
  - powstała wskutek poddania się niezbędnym badaniom lekarskim przewidzianym dla kandydatów na dawców komórek tkanek i narządów lub poddania się zabiegowi pobrania komórek, tkanek i narządów,
  - powstała wskutek wypadku w drodze do pracy lub z pracy.

Podstawa wymiaru zasiłku dla pracownika to przeciętne miesięczne wynagrodzenie wypłacone za okres 12 miesięcy kalendarzowych poprzedzających powstanie niezdolności do pracy. W przypadku gdy niezdolność do pracy zaistniała przed upływem 12 miesięcy od momentu zatrudnienia, bierze się pod uwagę przeciętne miesięczne wynagrodzenie z faktycznego okresu zatrudnienia za pełne kalendarzowe miesiące. Ustalając podstawę wymiaru zasiłku, który przysługuje pracownikowi, należy przyjąć przychód będący podstawą wymiaru składki na ubezpieczenie chorobowe lub wypadkowe, po odliczeniu potrąconych przez pracodawcę składek na ubezpieczenia społeczne. Jeżeli w okresie, który powinien być uwzględniany przy obliczaniu kwoty zasiłku, pracownik nie osiągnął pełnego wynagrodzenia, ale przyczyny takiej sytuacji uznaje się za usprawiedliwione, wówczas:
- należy wyłączyć wynagrodzenie za miesiące, w których pracownik przepracował mniej niż połowę czasu pracy,
- przyjmuje się wynagrodzenie za miesiące, w których przepracował więcej niż połowa obowiązującego czasu pracy.

Jeżeli każdy miesiąc został przepracowany w wymiarze mniejszym niż połowa obowiązującego czasu pracy, ale przyczyny takiej sytuacji są usprawiedliwione, należy przyjąć do podstawy wymiary zasiłku wszystkie miesiące uzupełnione do pełnej wysokości.
Składniki wynagrodzenia wypłacane kwartalnie uwzględnia się w podstawie wymiaru zasiłku w wysokości 1/12 kwot wypłaconych pracownikowi za cztery kwartały kalendarzowe poprzedzające miesiąc, w którym powstała niezdolność do pracy. Składniki wypłacane za okresy roczne uwzględnia się w podstawie wymiaru zasiłku chorobowego w wysokości 1/12 kwoty wypłaconej pracownikowi za rok kalendarzowy poprzedzający miesiąc, w którym powstała niezdolność do pracy. Nie uwzględnia się podstawie wymiaru składników wynagrodzenia, do których pracownik zachowuje prawo w okresie pobierania zasiłku. Składniki te są uwzględniane w podstawie wymiaru zasiłku, który przysługuje za okres po ustaniu zatrudnienia.
Dla pracowników zatrudnionych w pełnym wymiarze czasu pracy podstawa wymiaru nie może być niższa niż proporcjonalna do stażu pracy kwota minimalnego wynagrodzenia, po odliczeniu 13,71% wymienionego wynagrodzenia (Jeżeli zasiłek przysługuje pracownikowi w okresie po dniu 31 grudnia 2007 r.).
Dla osób niebędących pracownikami podstawą do obliczenia kwoty zasiłku jest przeciętny miesięczny przychód, od którego opłacana jest składka na ubezpieczenie chorobowe lub wypadkowe za okres 12 miesięcy kalendarzowych poprzedzających powstanie niezdolności do pracy lub jeżeli niezdolność nastąpiła przed upływem wymaganego okresu, za pełne miesiące kalendarzowe z okresu podlegania ubezpieczeniu, po odliczeniu 13,71% podstawy wymiaru składek na ubezpieczenie (Gdy uwzględnia się przychód po dniu 31 grudnia 2007 r.).
Wpłata zasiłku chorobowego w wysokości 100% podstawy wymiaru z tytułu niezdolności do pracy przypadającej na okres ciąży jest związana z koniecznością okazania zaświadczenia lekarskiego o czasowej niezdolności do pracy z kodem literowym „B” lub odrębnego zaświadczenia stwierdzającego stan ciąży.
Wypłata zasiłku chorobowego w wysokości 100% podstawy z tytułu niemożności wykonywania pracy wskutek poddania się niezbędnym badaniom lekarskim przewidzianym dla kandydatów na dawców komórek, tkanek i narządów oraz niezdolności do pracy wskutek poddania się zabiegowi pobrania komórek, tkanek i narządów wymaga dodatkowego zaświadczenia wystawionego przez lekarza na zwykłym druku.
Jeżeli przyczyną niezdolności do pracy jest wypadek w drodze do pracy lub z pracy, zasiłek chorobowy w wysokości 100% wypłaca się na podstawie dokumentów potwierdzających. Jeżeli niezdolność do pracy wynika z późniejszych następstw zaistniałych w stanie zdrowia w związku z wcześniej stwierdzonym wypadkiem w drodze do pracy lub z pracy, zasiłek chorobowy przysługuje w wysokości 100% podstawy wymiaru. Związek tej niezdolności z wypadkiem powinien być potwierdzony zaświadczeniem lekarskim.
Jeśli występują okoliczności uprawniające do zasiłku chorobowego w wysokości 100% podstawy wymiaru, a zasiłek przysługuje z więcej niż jednego tytułu, zasiłek chorobowy przysługuje w tej wysokości z każdego z tych tytułów.
Zaświadczenie lekarskie stwierdzające czasową niezdolność do pracy należy dostarczyć płatnikowi zasiłku lub płatnikowi składek w ciągu 7 dni od daty otrzymania, bez uwzględniania dnia, w którym ubezpieczony otrzymał zaświadczenie.
W przypadku późniejszego, niż jest to wymagane, terminu dostarczenia zaświadczenia, zasiłek ulega obniżeniu o 25% za okres od ósmego dnia orzeczonej przez lekarza niezdolności. Zasady nie stosuje się, jeżeli niedostarczenie zaświadczenia w wymaganym terminie nastąpiło z przyczyn niezależnych od ubezpieczonego.
Jeżeli pracownik po wykorzystaniu okresu zasiłkowego pozostanie niezdolny do pracy, ale dalsze leczenie i rehabilitacja rokują odzyskanie zdolności do pracy, przysługuje mu świadczenie rehabilitacyjne. Przyznanie świadczenia orzeka lekarz orzecznik oddziału ZUS. Świadczenie rehabilitacyjne przysługuje ubezpieczonemu, który został skierowany na badanie przez lekarza orzecznika ZUS w celu przyznania renty z tytułu niezdolności do pracy, a lekarz orzekł, że rokuje on odzyskanie zdolności do pracy.
Wysokość świadczenia rehabilitacyjnego wynosi:
- 90% podstawy wymiaru zasiłku chorobowego za okres pierwszych trzech miesięcy (90 dni);
- 75% podstawy wymiaru zasiłku za pozostały okres;
- 100% podstawy wymiaru zasiłku chorobowego – jeżeli niezdolność do pracy przypada w okresie ciąży.

Podstawa wymiaru zasiłku w przypadku wypłat świadczenia rehabilitacyjnego ulega waloryzacji wskaźnikiem waloryzacji obowiązującym w kwartale, w którym wypada pierwszy dzień okresu świadczenia.

## Zasiłek macierzyński
Zasiłek macierzyński to ZUS-owskie świadczenie pieniężne, które matka lub ojciec dziecka otrzymują w związku z rodzicielstwem. Przysługuje on przede wszystkim w okresie urlopu macierzyńskiego oraz urlopu rodzicielskiego. Prawo do tego zasiłku mają również rodzice, którzy nie są pracownikami, ale mają opłacone składki na dobrowolne ubezpieczenie chorobowe, prowadząc działalność zarobkową (np. działalność gospodarczą lub wykonując pracę na podstawie umowy zlecenie). Zasiłek taki mogą otrzymywać przez okres odpowiadający okresowi urlopów macierzyńskiego oraz rodzicielskiego.
Poniższa tabela prezentuje wymiar urlopów macierzyńskiego i rodzicielskiego. W przypadku urodzenia jednego dziecka przy jednym porodzie łącznie kobieta może zostać w domu aż 52 tygodnie (rok). Należy przy tym pamiętać, że urlop rodzicielski oraz macierzyński udziela się w pełnych tygodniach. Tydzień urlopu odpowiada 7 dniom kalendarzowym.
| Liczba dzieci urodzonych w jednym porodzie | Urlop macierzyński (w tygodniach) | Urlop rodzicielski (w tygodniach) | RAZEM (w tygodniach) |
| ------------------------------------------ | --------------------------------- | --------------------------------- | -------------------- |
| 1                                          | 20                                | 32                                | 52                   |
| 2                                          | 31                                | 34                                | 65                   |
| 3                                          | 33                                | 34                                | 67                   |
| 4                                          | 35                                | 34                                | 69                   |
| 5 i więcej                                 | 37                                | 34                                | 71                   |

Minimalna wartość zasiłku macierzyńskiego to 1000 zł netto (minimum gwarantowane przez państwo). Minimum to otrzymają osoby bezrobotne, które są zarejestrowane w urzędzie pracy, oraz osoby, które pracują ale nie mają opłaconych składek na ubezpieczenie chorobowe (osoby pracujące na podstawie umowy o dzieło, rolnicy, studenci). To oznacza, że żadna kobieta, która urodziła dziecko, nie pozostanie zupełnie bez środków do życia. Zasiłek macierzyński otrzyma każda niezależnie od tego, czy ma pracę, czy też jest bezrobotna. Podstawą wypłaty zasiłku jest akt urodzenia dziecka.
W przypadku osób, które mają opłacane składki chorobowe (są pracownikami lub opłacają składki, prowadząc działalność zarobkową) wysokość zasiłku macierzyńskiego jest uzależniona między innymi od zarobków, czyli od tzw. podstawy zasiłku. Podstawą jest (w dużym skrócie) średnie miesięczne wynagrodzenie pracownika obliczone z 12 następujących po sobie miesięcy kalendarzowych poprzedzających urlop macierzyński. Im wyższa podstawa (wyższe zarobki), tym wyższy zasiłek. Jeżeli zasiłek wyliczony z podstawy miałaby być niższy niż 1000 zł netto, to wyniesie on gwarantowane minimum, czyli 1000 zł.

## Zasiłek pogrzebowy
Wypłacają oddziały ZUS i KRUS. Zasiłek ten przysługuje w razie śmierci:
- ubezpieczonego,
- osoby pobierającej emeryturę lub rentę,
- osoby, która w dniu śmierci nie miała ustalonego prawa do emerytury lub renty, ale spełniała warunki do jej uzyskania i pobierania,
- osoby, która pobierała zasiłek chorobowy, świadczenie rehabilitacyjne, zasiłek macierzyński lub zasiłek w wysokości zasiłku macierzyńskiego za okres po ustaniu tytułu ubezpieczenia,
- oraz członka rodziny ubezpieczonego lub osoby pobierającej emeryturę lub rentę.

Zasiłek pogrzebowy przysługuje rodzinie zmarłego w wysokości 200% przeciętnego wynagrodzenia. W okresie od marca do maja 2008 jego wysokość wynosiła 5799,66 zł a od grudnia 2010 do lutego 2011 wynosi 6406,16 złotych. Od 1 marca 2011 wynosi 4000 zł. Planowane jest od 1 stycznia 2026 roku, po raz pierwszy od 15 lat, podniesienie kwoty zasiłku do 7000 złotych. Ponadto zasiłek ma być waloryzowany.
W 2011 ZUS wydał na nie ok. 1,4 mld zł rocznie, KRUS – ok. 240 mln zł zaś koszt oddzielnych zasiłków w służbach mundurowych to 3,8 mld zł.

## Zasiłek dla bezrobotnych
Bezrobotni otrzymują zasiłek w wysokości 742,10 zł brutto przez pierwsze 3 miesiące i 582,70 zł brutto przez resztę uprawnionego okresu. Wyższy zasiłek otrzymają także ci bezrobotni, którym przyznano go do końca ubiegłego roku. Od 1 czerwca będą pobierali 595,20 zł (dotychczas 575,00 zł). Są to kwoty bazowe. Bezrobotny ma niższą stawkę (80%), jeśli jego staż pracy jest mniejszy niż 5 lat, i wyższą stawkę (120%), jeśli jego staż przekracza 20 lat. Okres pobierania zasiłku zależy od stopy bezrobocia w danym powiecie. Jeśli jest on niższy od 150% średniej krajowej stopy bezrobocia, to okres ten wynosi 6 miesięcy (w innym wypadku wynosi on 12 miesięcy). Zasiłek jest wypłacany zawsze przez 12 miesięcy, jeśli bezrobotny ma więcej niż 50 lat i ma 20 lat stażu (pełnych składek). Zasiłek przysługuje tylko tym osobom, które mają urzędowy status bezrobotnego, nie mogą znaleźć zatrudnienia odpowiadającego kwalifikacjom oraz płaciły przez 365 dni w ostatnich 18 miesiącach pełne składki na Fundusz Pracy (lub w tych terminach pracowały w innych krajach Unii Europejskiej).

## Specjalny zasiłek opiekuńczy
Ustawa o świadczeniach rodzinnych reguluje kwestie związane ze specjalnym zasiłkiem opiekuńczym. Art. 16a z tejże ustawy określa, że specjalny zasiłek opiekuńczy przysługuje:
- Osobom, na których ciąży obowiązek alimentacyjny;
- Małżonkom, jeśli nie podejmują zatrudnienia/pracy zarobkowej lub rezygnują z zatrudnienia/pracy zarobkowej na rzecz stałej opieki nad osobą niepełnosprawną.

Jednym z podstawowych warunków wypłaty świadczenia jest legitymowanie się osoby niepełnosprawnej orzeczeniem o znacznym stopniu niepełnosprawności albo orzeczeniem o niepełnosprawności łącznie ze wskazaniami: konieczności stałej lub długotrwałej opieki lub pomocy innej osoby w związku ze znacznie ograniczoną możliwością samodzielnej egzystencji oraz konieczności stałego współudziału na co dzień opiekuna dziecka w procesie jego leczenia, rehabilitacji i edukacji.
Przyznanie specjalnego zasiłku opiekuńczego warunkowane jest także kryterium dochodowym. Kryterium dochodowe uznaje się za spełnione, jeżeli łączny dochód rodziny osoby sprawującej opiekę oraz rodziny osoby wymagającej opieki w przeliczeniu na osobę nie przekracza kwoty 764 zł na osobę. 
W przypadku gdy łączny dochód rodziny osoby sprawującej opiekę oraz rodziny osoby wymagającej opieki w przeliczeniu na osobę przekracza kwotę uprawniającą daną osobę do specjalnego zasiłku opiekuńczego o kwotę niższą lub równą kwocie odpowiadającej najniższemu zasiłkowi rodzinnemu przysługującemu w okresie, na który jest ustalany, specjalny zasiłek opiekuńczy przysługuje, jeżeli przysługiwał w poprzednim okresie zasiłkowym. W przypadku przekroczenia dochodu w kolejnym roku kalendarzowym specjalny zasiłek opiekuńczy nie przysługuje.
Za dochód rodziny wymagającej opieki uznaje się dochody wybranych członków rodziny, jednakże ich lista różni się w zależności od wieku osoby niepełnosprawnej. W przypadku osób niepełnoletnich, uwzględnia się dochody:
- osoby wymagającej opieki,
- rodziców osoby wymagającej opieki,
- małżonka rodzica osoby wymagającej opieki,
- osoby, z którą rodzic osoby wymagającej opieki wychowuje wspólne dziecko,
- osób, które są na utrzymaniu wyżej wymienionych osób i dzieci do 25. roku życia.

Do członków rodziny nie zalicza się dziecka pozostającego pod opieką opiekuna prawnego, dziecka pozostającego w związku małżeńskim, pełnoletniego dziecka posiadającego własne dziecko, a także rodzica osoby wymagającej opieki zobowiązanego tytułem wykonawczym pochodzącym lub zatwierdzonym przez sąd do alimentów na jej rzecz.
Z kolei w przypadku osób pełnoletnich uwzględnia się dochody:
- osoby wymagającej opieki,
- małżonka osoby wymagającej opieki,
- osoby, z którą osoby wymagająca opieki wychowuje wspólne dziecko,
- osób, które są na utrzymaniu wyżej wymienionych osób i dzieci do 25. roku życia.

Do członków rodziny nie zalicza się dziecka pozostającego pod opieką opiekuna prawnego, dziecka pozostającego w związku małżeńskim, a także pełnoletniego dziecka posiadającego własne dziecko.
Kwota specjalnego zasiłku opiekuńczego, na podstawie rozporządzenia dot. podwyższenia świadczeń dla rodzin, od 1 listopada wynosi 620 zł miesięcznie. 
Specjalny zasiłek opiekuńczy nie przysługuje, kiedy:
1. osoba sprawująca opiekę:
a. ma ustalone prawo do emerytury, renty, renty rodzinnej z tytułu śmierci małżonka przyznanej w przypadku zbiegu prawa do renty rodzinnej i innego świadczenia emerytalno-rentowego, renty socjalnej, zasiłku stałego, nauczycielskiego świadczenia kompensacyjnego, zasiłku przedemerytalnego lub świadczenia przedemerytalnego,
b. ma ustalone prawo do specjalnego zasiłku opiekuńczego, świadczenia pielęgnacyjnego lub zasiłku dla opiekuna;
c. legitymuje się orzeczeniem o znacznym stopniu niepełnosprawności;
2. osoba wymagająca opieki została umieszczona w rodzinie zastępczej, z wyjątkiem rodziny zastępczej spokrewnionej, w rodzinnym domu dziecka albo, w związku z koniecznością kształcenia, rewalidacji lub rehabilitacji, w placówce zapewniającej całodobową opiekę, w tym w specjalnym ośrodku szkolno-wychowawczym, z wyjątkiem podmiotu wykonującego działalność leczniczą, i korzysta w niej z całodobowej opieki przez więcej niż 5 dni w tygodniu;
3. na osobę wymagającą opieki inna osoba ma ustalone prawo do wcześniejszej emerytury;
4. na osobę wymagającą opieki jest ustalone prawo do dodatku do zasiłku rodzinnego, prawo do specjalnego zasiłku opiekuńczego, prawo do świadczenia pielęgnacyjnego lub prawo do zasiłku dla opiekuna,
5. na osobę wymagającą opieki inna osoba jest uprawniona za granicą do świadczenia na pokrycie wydatków związanych z opieką, chyba że przepisy o koordynacji systemów zabezpieczenia społecznego lub dwustronne umowy o zabezpieczeniu społecznym stanowią inaczej.

## Zasiłek wyrównawczy
W przypadku utracenia części zdolności do wykonywania pracy np. poprzez chorobę zawodową czy wypadek przy pracy pracownik może ubiegać się o zasiłek wyrównawczy, którego wartość wynosi różnicę pomiędzy aktualnymi zarobkami (najczęściej pomniejszonymi z powodu choroby/rehabilitacji/konieczności przystosowania się do nowych warunków pracy) a przeciętnym rocznym wynagrodzeniem poprzedzającym ograniczenie zdolności do pracy. O zasiłek wyrównawczy mogą ubiegać się jedynie osoby zatrudnione na podstawie umowy o pracę, nie przysługuje on nawet zleceniobiorcom (umowa zlecenie) opłacającym wszystkie składki społeczne z dobrowolnym ubezpieczeniem chorobowym. 
Zasiłek przysługuje osobom, które z powodów zdrowotnych utraciły część wynagrodzenia ze względu na konieczność adaptacji do pracy, na zmniejszoną sprawność do pracy lub część zdolności do jej wykonywania. Najczęściej zasiłki wyrównawcze przydzielane są osobom, których charakterystyka pracy: 
- może powodować uszczerbek na zdrowiu lub choroby zawodowe,
- jest wyjątkowo szkodliwa lub uciążliwa dla zdrowia,
- spowodowała długotrwałą chorobę bądź wypadek przy pracy.